# تام وایت (بازیکن فوتبال، زاده ۱۸۹۶)
تام وایت (انگلیسی: Tom White؛ سپتامبر ۱۸۹۶ – ۱۹۶۰ (۶۳−۶۴ سال)) بازیکن فوتبال اهل انگلستان بود.
از باشگاه‌هایی که در آن بازی کرده‌است می‌توان به باشگاه فوتبال بیرمنگام سیتی، باشگاه فوتبال نیوپورت کانتی، باشگاه فوتبال وورکساپ تاون، باشگاه فوتبال نوتس کانتی و باشگاه فوتبال کیدرمینستر هاریرس اشاره کرد.